# Pasărea Paradisului
Pasărea Paradisului
este un gen de păsări, membre ale familiei Paradisaeidae din ordinul Passeriformes.
Majoritatea speciilor din această familie se găsesc în Papua-Noua Guinee, în Papua Indoneziană și câteva specii în Insulele Moluce și în estul Australiei. Masculul are un penaj somptuos, pe care îl folosește, în combinație cu diferite mișcări, pentru atragerea femelei.

## Taxonomie
- Lycocorax Bonaparte, 1853
  - Lycocorax pyrrhopterus (Bonaparte, 1850) 
  - Lycocorax obiensis (Bernstein, 1865)
- Manucodia Boddaert, 1783
  - Manucodia ater (Lesson, 1830) 
  - Manucodia alter (Rothschild & Hartert, 1903) 
  - Manucodia chalybatus (Forster, 1781) 
  - Manucodia comrii (Sclater, 1876) 
  - Manucodia jobiensis (Salvadori, 1876)
- Phonygammus Lesson & Garnot, 1826
  - Phonygammus keraudrenii (Lesson & Garnot 1826)
- Paradigalla Lesson, 1835
  - Paradigalla carunculata (Lesson, 1835)
  - Paradigalla brevicauda (Rothschild & Hartert, 1911)
- Astrapia Vieillot, 1816
  - Astrapia nigra (Gmelin, 1788) 
  - Astrapia splendidissima (Rothschild, 1895)
  - Astrapia mayeri (Stonor, 1939)
  - Astrapia stephaniae (Finsch & Meyer, 1885) 
  - Astrapia rothschildi (Foerster, 1906
- Parotia Vieillot, 1816
  - Parotia sefilata (Forster, 1781) 
  - Parotia carolae (Meyer, 1894) 
  - Parotia berlepschi (Kleinschmidt, 1897)
  - Parotia lawesii (Ramsay, 1885)
  - Parotia helenae (De Vis, 1891)[1][2]
  - Parotia wahnesi (Rothschild, 1906)
- Pteridophora Meyer A.B., 1894
  - Pteridophora alberti (Meyer, 1894)
- Lophorina Vieillot, 1816
  - Lophorina superba (Forster, 1781) 
  - Lophorina niedda (Pennant, 1781) 
  - Lophorina minor (Ramsay, 1885)
- Ptiloris Swainson, 1825
  - Ptiloris magnificus (Vieillot, 1819) 
  - Ptiloris intercedens (Sharpe, 1882) 
  - Ptiloris paradiseus (Swainson, 1825) 
  - Ptiloris victoriae (Gould, 1850)[3][2]
- Epimachus Cuvier, 1816 
  - Epimachus fastuosus (Hermann, 1783)
  - Epimachus meyeri (Finsch & Meyer, 1885)
- Drepanornis Sclater, PL, 1873
  - Drepanornis albertisi (Sclater, P.L. 1873) [4]
  - Drepanornis bruijnii (Oustalet, 1879)[4]
- Cicinnurus Vieillot, 1816
  - Cicinnurus regius (Linnaeus, 1758)
- Diphyllodes Lesson, 1834
  - Diphyllodes magnificus (Forster, 1781) 
  - Diphyllodes respublica (Bonaparte, 1850) [4]
- Semioptera Gray G.R., 1859
  - Semioptera wallacii (Gray, 1859)
- Seleucidis Lesson, 1834
  - Seleucidis melanoleucus (Daudin, 1800)
- Paradisaea Linnaeus, 1758
  - Paradisaea rubra (Daudin, 1800) 
  - Paradisaea minor (Shaw, 1809)
  - Paradisaea apoda (Linnaeus, 1758)
  - Paradisaea raggiana (P.L. Sclater, 1873) 
  - Paradisaea decora (Salvin & Godman, 1883)
  - Paradisaea guilielmi (Cabanis, 1888)
- Paradisornis (Finsch & Meyer A.B., 1885)
  - Paradisaea rudolphi (Finsch & Meyer A.B., 1885)